# まいまいまいごえん
まいまいまいごえん（ラテン文字表記：MAIMAIMAIGOEN）は、日本のサンリオによるキャラクタープロジェクト、メディアミックス作品。デザイナーはエン。主な略称は「まいごえん」など。コンセプトは「心の成長痛の物語」、キャッチコピーは「多様性を肯定し受け入れる物語」。
2021年11月11日から始動したプロジェクト。

## 概要
「まいまいまいごえん」ではクリエイターやユーザーと共に育て盛り上げていくコンテンツを目指すため、サンリオのコンテンツとして初めて「ファンコンテンツガイドライン」を設けている。公式で定められた二次創作タグは「#まいごえん図工部」。様々な分野で活躍中のクリエイターとのコラボレーションも行っている。　
漫画、ゲーム、タイアップ楽曲（後述）の、主に3つの媒体で展開されている。
デビュー日と同時に株式会社KADOKAWAのヤングエースUPにて漫画の連載を開始した。さらに同日、タイアップMVとしてかいりきベアの「カーニバルハッピー」が公開された。
同年12月18日には株式会社バカーのゲームマガジンにてゲーム第一話が公開された。同日、タイアップMV第二弾としてボカロプロデューサー「Chinozo」により「ベビーデーズ」が公開された。
2022年6月1日にはサンリオアニメストアにて初めて商品展開が行われた。
同月3日には漫画「まいまいまいごえん」コミックス第1巻が発売された。
2022年11月には1周年を記念したポップアップストアが開設され、△○□✕、さくしゃ2による描き下ろしイラストが公開された。

## あらすじ

### 第1話　ようこそゆぅろぴあ
サンリオピューロランドへ遠足に来た岡田ユウや園児達18人が、不思議な遊園地「ゆぅろぴあ」に突如迷い込んでしまう。脱出するためにはメダルが10枚必要で、岡田ユウ達は園内のアトラクションである、「がんばり山」や「キラキララビリンス」に挑戦するも、空振りに終わることとなる。
さらにルミ先生が幼児退行してしまい、ヒカルがルミ先生のお世話をすることとなる。そんなヒカルを見ていたマリアは複雑な感情を抱く。
次の日、マリアがいないことに気づいたヒカル。どうやらマリアは「たそがれ横丁」に行った事が分かり、マリアを連れ戻すために「たそがれ横丁」を攻略する岡田達。ルールで、「手を離すと大切なものをおいていく事になる」と説明されるが、途中、ヒカルとマリアがそれぞれ手を離してしまい、お互いの影が出現する。影から逃げる途中、ヒカルとマリアの過去も明らかになり、2人は、お互いの絆を深める。ヒカルの奮闘もあり、苦闘の末に始めてのアトラクションクリアを遂げることができた。
しかし、「カエルコール」でダイゴロウが全てのメダルを使い切ってしまい、ゲームオーバーとなった。

### 第2話　約束のクレヨン
ダイゴロウの脱落を垣間見た一同。自分が生き残るためにメダルを集める者や、休憩所のメンバーのためにメダルを集める者もいて、岡田は自分の無力さを感じた。そんな中、マモルの提案によって、クレヨンでの寄せ書きをすることになる。寄せ書きに使うものを集めにゆぅろぴあを探索していると、アトラクションの「ブロックアンサー」を見つける。園児たちは各々一本ずつクレヨンを預かり、寄せ書きをすることを約束し「ブロックアンサー」にチャレンジすることとなった。
「ブロックアンサー」は友情を破壊する問題など、各々が答えにくい問題があり、マモルは得点が倍になった最終問題、「ヒーロー戦隊の秘密の合言葉は何か」で困惑してしまう。誘惑の声に負け、答えを言いそうになったが、リンリンに止められ不正解となる。大切なものを失わずにいたことに、マモルはリンリンに感謝する。その後、2人はゲームオーバーとなった。
そして、「頭のいいマモルがヒーロー戦隊のせいでゲームオーバーになった」という事に失望し、ハヤテは姿をくらませてしまう。

### 第3話　子どもたちの別れ
ハヤテに続いてユズリハとマドカ、さらにはシンタとワタルも休憩所を離れることになった。この状況にカナタは、休憩所を離れて一人でメダルを集める「オオカミチーム」、みんなで団結してメダルを集める「ヤギさんチーム」に分かれていると言った。
そんな中、岡田、シンタ、ワタル、カナタ、ユズリハ、マドカ、ハヤテは、「メリーゴーサーキット」に挑戦することになる。中盤にさしかかるとハヤテがカエルタマゴに追いつかれたが、もう少しでカエルタマゴに捕まるというところでユズリハに助けられる。
しかし、最初のルール説明の時にハヤテは話を遮っており、誰もお邪魔マークの存在自体を知らなかった。そんな中、ユズリハに助けられた時にハヤテとハイタッチをしており、お邪魔マークがユズリハに移っていた。ユズリハはそのことに薄々気づいていたが、助けを求めることができなかったため、ハヤテに自分の想いを伝えることなくカエルタマゴに捕まりゲームオーバーとなる。しかし、ハヤテはお邪魔マークの攻略法を見つけ、全員でクリアする方法を見つける。そのおかげで、新たなる脱落者を出さずに全員でクリアすることができた。そのような光景を、謎の女性が画面越しに見ていた。

### 第4話　おくる想い
ハヤテ以外のオオカミさんチーム、コウモリチームのメンバーが休憩所に帰ってきた。休憩所のメンバーのためにもメダルを集めようと、岡田、ゾーヤ、ライオン、ライムが「シンゾウ観覧車」に挑戦する。岡田やライオンは、聞こえてくる幻に悩まされつつも、クリアする事ができた。
次の日、カナタの提案で、「バイバイスロット」にやってきた一同。しかし、間違えてライムとマリアがアトラクションをスタートさせてしまう。ライムかマリア、どっちかしか助からないという絶体絶命の状況で、マリアは2人とも助かる攻略法を見つける。しかし、終盤にマリアは自分を犠牲にして、ライムを助ける。マリアはヒカルにヤギさんチームを託し、ゲームオーバーとなった。
クリア報酬がメダル32枚と、マリアの託したものは大きかった。マリアを見ていたライオンは、「ライムさえいればいい」と、集金に来たカエルタマゴを突き飛ばし、ライムを連れメダルの持ち逃げをしてしまう。
広場に来たライオンは、そこへ来たルミ先生の言葉によって、ライムとルミ先生にメダルを持たせ、ゆぅろぴあから脱出させた。しかし、ライオンが脱出するためのメダルは残っていなかった。ライオンは岡田に、「自分の信じた道を進んでほしい」と言い残し、駆けつけたカエルタマゴ達によってゲームオーバーとなった。

### 第5話　きみとぼくを繋ぐモノ
カナタはぬいぐるみのヒナタを連れ脱出しようと試みる。しかし、ヒナタの分もメダルが必要と謎の少女から告げられる。謎の少女の助言により、カナタはとあるアトラクションに挑戦する。
ある朝起きると園児達が各自大切にしている物がなくなっていることに気がつく。カナタの置き手紙により、ヒカルによって団結力を深めた「新ヤギさんチーム」はカナタのいる、「流されるプール」へ挑戦することとなる。
カナタとの対決途中で、マドカの「オタカラ」が流れてくる。マドカは「ただユズリハを撮りたかった」事に気づき、自らゲームオーバーとなる。
謎の少女が現れたり謎の女性からの着信があったりと、「ヤギさんチーム」の中でも、不穏な空気が流れる。さらに、ヒナタが「オタカラ」としてプールに流されていくことになる。カナタを助けるかの意見が真っ二つに割れるが、岡田はカナタを助ける選択肢をとる。プールでゲームオーバーになりかけたカナタは一同に助けられる。その後、ヒナタを救出しようと、一同はプールへ向かう。
流れてきたヒナタを助けるためにダイヤがプールに飛び込み、危うくゲームオーバーとなるところをカナタに助けられる。カナタはヒナタに別れを告げるが、岡田がヒナタをキャッチしており、ヒナタはカナタの元に戻ってきた。

### 第6話　ひいろのお面
流されるプールから数日後、このままアトラクションに挑戦し続けてもジリ貧だということに気づいた岡田たち。そこで一人にメダルを集めてその一人のメダルが十枚になったら集まった子から脱出させるという作戦を思いつく。岡田は最初の一人をシンタに任せ、メダルを5枚渡した。
その次の日、岡田の目の前に謎の少女「マイ」が現れる。そしてマイは岡田を連れてどこかへ行ってしまった。
一方その頃、シンタは残っている園児たちでアトラクションに挑戦すると言い出す。そしてこのシンタの提案により残りの園児たちは「えいゆうシアターA」に挑戦することになる。このアトラクションのラスボスの魔王と戦っていたワタルがシンタの指示で全体の攻撃のダメージを自分に変える魔法を使う。しかしこの魔王の攻撃は当たった相手を卵にして食べるというものだった。
この攻撃を受けたワタルは、食べられる前にレッドとブルーではなくシンタとワタルとして遊びたかったことを告げ、ゲームオーバーになった。その後ハヤテも合流して魔王と戦ったが、シンタが例の全体攻撃を受けてゲームオーバーになってしまう。
こうしてえいゆうシアターAはクリアしたが外には岡田とマイがいて、岡田は自分の選択のせいでシンタとワタルがゲームオーバーになったと考え、マイに園児たちがアトラクションに挑戦できなくすること、子どもたちの参加料のメダルを全て自分が支払う設定にするように言い、マイとどこかに行ってしまった。
えいゆうシアターAをクリアした翌日、ハヤテがゲーム機で謎の女性と電話できることをみんなに打ち明けた。謎の女性の助言により、五話でハヤテが見つけた旧受付所の謎の扉に残った園児で向かうことになる。
そこにはゆぅろぴあでゲームオーバーになった子供はカエルタマゴになるという恐ろしい真相が隠されていた。そして、最深部でハヤテたちはマイと二体のカエルタマゴに囲まれたが、このカエルタマゴはシンタとワタルだった。そしてハヤテの訴えやシンタとワタルの必死の抵抗により二人はカエルタマゴから戻り、今度は戦隊ごっこではなくワタルとシンタとして遊ぼうと誓う。残った園児達は他のメンバーや岡田を助けると覚悟を決める。

### 第7話　まいごのみち
園児達は、カエルタマゴ達の噂を聞き、再び、「がんばり山」に挑戦することになる。カナタが取ってきたエナジードリンクのおかげで、シンタに続き、全員が「がんばり山」の頂上に登ることができた。
「がんばり山」の頂上の先には、岡田が園児分のメダルを集めている、「岡田城」が建っていた。園児達は、岡田や脱落したメンバーを助けるため、このアトラクションに挑む。
「岡田城」は園児が脱落したアトラクションや場所に再び挑むアトラクションで、岡田は自分の罪滅ぼしのため、このアトラクションで苦しんでいた。園児達は、「岡田城」で、脱落したメンバーを説得し、復活させる。
そのことを知った岡田は、過去の選択の後悔から、殻に閉じこもってしまう。園児達全員は、岡田を助け出そうと試みる。数々の壁を破り、岡田を説得するも、岡田には「過去最悪の後悔」から、抜け出せずにいた。
岡田は17年前に「ゆぅろぴあ」にマイという友達と来ていた。しかし、ある日アトラクションに失敗したことにより、マイがタマゴ化（ゲームオーバーの前兆）してしまう。岡田は、タマゴ化したマイを連れ、逃走するも、タマゴを落としてしまう。岡田は「ゆぅろぴあ」から脱出できたものの、マイは精神と体が分離してしまった。
この体こそが幼女の姿をしたマイであり、精神は謎の女性、「川瀬マイ」であった。川瀬マイは岡田に、あの時のことは気にしてないことや、後悔を受け止めて前に進むべきだということを話した。岡田は、このことを受け、園児達と一緒に「ゆぅろぴあ」からの脱出を試みる。
カエルタマゴ達に追われながらも、正しい判断をして岡田達は、深い霧のかかった入場ゲートの中を進んでいくことを決断する。深い霧によって迷いながらも、出口の前にいた、脱出したはずのライムがルミ先生のホイッスルを吹くことによって、岡田達は出口に辿り着くことができた。
しかし、元の世界に戻る扉の前で、カエルタマゴに追いつかれる。岡田は、園児達が元の世界に辿り着けるよう、ここは通さない、もし園児達の未来を奪うものなら永遠にどかないことをゆぅろぴあに宣言する。シンタ達は岡田と、いつか絶対に戻ってくることを約束し、現実世界へと帰還した。
時はたち、あじさい保育園の卒園式を迎える。ルミ先生は育休をとっており、マイは新任の保育士になっていた。園児達のゆぅろぴあの出来事と岡田ユウという存在の記憶はなくなり、シンタは何か忘れている記憶がないかと疑う。とその時、「おまたせ」と、岡田ユウが帰還。シンタは「遅いぞ！」と、明るく出迎え、物語は幕を下ろした。

## キャラクター
岡田ユウ
ゲーム本編における主人公であり、プレイアブルキャラクター。あじさい保育園の新米保育士。子ども想いな先生だが、経験が浅いためか頼りなく見える部分もある。子どもたちを呼び捨てにしてしまうため、さん付けを徹底するようにルミ先生にいつも注意されている。優柔不断で、何かを選択することが極端に苦手。「せんたく」という言葉を聞くだけで、パニックになってしまう。
1月14日生まれ。誕生花はシクラメン。
シンタ
明るく元気な男の子。ヒーロー戦隊に憧れており、自らをレッドと名乗ったり、周囲を勝手にヒーロー戦隊に任命したりしている。岡田ユウのことをブラックと呼びライバル視している。考えなしに行動してしまうことも多い。第一次探検隊として、キラキララビリンスに挑戦した一人。第37回2022年サンリオキャラクター大賞まいまいまいごえん代表。本当は弱虫、泣き虫であり、一人称はぼく。
8月31日生まれ。誕生花はヒマワリ。
ヒカル
面倒見がよく、しっかりものの女の子。幼馴染のマリアに対しては甘く、行動を共にすることが多い。おままごとではパパ役。園児たちの世話を率先して焼きたがるが、空回ってしまうこともある。母親と暮らしている。
5月12日生まれ。誕生花はライラック、カーネーション。
ダイゴロウ
食いしん坊でお調子者の男の子。ママのことが大好きで、実は寂しがり屋。ライムと仲良し。ルミ先生のことも慕っている。
7月21日生まれ。誕生花はルドベキア。
カナタ
いたずら好きで掴みどころがなく、マイペースな男の子。いつも持っているぬいぐるみの「ヒナタ」をとても大切にしており、ヒナタの発言を代弁している。カエルタマゴを最初に見つけた。第一次探検隊として、キラキララビリンスに挑戦した一人。
9月9日生まれ。誕生花はシオン。
ハヤテ
クールな一匹狼の男の子。そっけない態度を取るが、アトラクションにおける攻略法を見つけるなど洞察力に長けており、何事もゲームのようにこなしていく。前はサッカーをやっていたが、周囲の子ども達とすれ違い、辞めている。2022年11月現在、4コマまいごえんにて年齢が5歳であると判明している。第一次探検隊として、キラキララビリンスに挑戦した一人。
10月20日生まれ。誕生花はリンドウ、エキザカム。
ゾーヤ
口数が少なく、ミステリアスな雰囲気の男の子。周囲のことをよく見ており、物事の核心を突くことも多い。「お砂糖をかけたボルシチ」や「シュー生地がクリーム配ってくれてる」、「パルメザンとゴーダが背比べしてる」などといった独特の表現を多用する。岡田ユウに対しては友好的に接している場面が多い。兄がいる。第39回2024年サンリオキャラクター大賞まいまいまいごえんの代表。
12月19日生まれ。誕生花はクリスマスローズ。
ライオン
文武両道な優等生の女の子。控えめだがしっかり者で、園児たちからも慕われている。ライムの姉。四字熟語をしばしば多用する。竹刀を持ち歩いている。第一次探検隊として、キラキララビリンスに挑戦した一人。
5月3日生まれ。誕生花はタンポポ。
ライム
天真爛漫でおっちょこちょいな女の子。ライオンの妹であり、彼女のことが大好き。同時に、みんなから慕われている姿をかっこいいと思い、憧れている。ダイゴロウと仲良し。
漫画12話-1にて、年齢は4歳と判明。また、既にライオンとライムは1歳差である事が判明しているので、姉のライオンは5歳だという事も同時に判明した。
7月9日生まれ。誕生花はボダイジュ。
マリア
甘え上手な女の子。意外と行動力や度胸もある。ヒカルの幼馴染であり、彼女を「ひーちゃん」と呼んでいる。おままごとではママ役。他の園児たちを「タンポポちゃん」「ボウシくん」など不思議なあだ名で呼ぶが、ユズリハとは気が合わないようで、彼女だけは呼び捨てにしている。父親と暮らしている。第38回2023年サンリオキャラクター大賞まいまいまいごえんの代表。
3月25日生まれ。誕生花はアルストロメリア。
ユズリハ
オシャレが好きな女の子。負けず嫌いで少しワガママだが、周りのことはよく見ており、人の気持ちを考えられる優しい心を持つ。スター性があり、美のためには努力を惜しまない。ハヤテのことが好き。口癖は「ダッサ！」。
1月6日生まれ。誕生花はユズリハ。
マドカ
いつもカメラを持ち歩き、スクープを狙う女の子。バズりのために、空気を読まずにシャッターを切ることがある。ユズリハ推しであり、彼女と行動を共にすることが多い。また、シンタから半ば強引に誘われたヒーロー戦隊のパープル担当でもある。
11月4日生まれ。誕生花はサフラン。
マモル
読書好きで博識な男の子。知識から来る予想能力が高く、危険なことや怖いことはあらかじめ回避しようとする。サンリオではクロミが好き。マンガなども好きで、リンリンと仲が良い。ヒーロー戦隊の頭脳要員、シルバー担当でもある。
4月20日生まれ。誕生花はシバザクラ。
リンリン
みんなをケアする優しい女の子。リュックの中にいつも常備薬や絆創膏を入れている。「けろっとぴっぴー」というキャラクターが好き。マモルと仲が良い。ヒーロー戦隊のグリーン担当でもある。
2月16日生まれ。誕生花はセントポーリア。
ワタル
いつもニコニコしている男の子。「〜なのら」といった口調で話す。常にお菓子を持ち歩いている。「く〜るでかしこ」を自称するブルー担当。しかし、難しいことや計算は苦手。シンタに懐いており、よくまねをしている。
6月14日生まれ。誕生花はブルースター。
ダイヤ
おおらかで人懐っこい男の子。喋ることが得意ではないため、ジェスチャーやパントマイムを用いて園児たちとコミュニケーションを取る。みんなと仲良し。記憶力が良く、アトラクションにおいて大事な役割を果たすこともある。
12月25日生まれ。誕生花はポインセチア。
アキ
アーティスティックな女の子。一人遊びのプロであり、工作やお絵描きが大好き。「アバンギャルドでアブストラクト」「ダイナミック」等の独特の誇張表現を多用する。自分の作品や、自分を見てもらうことが好き。
11月23日生まれ。誕生花はストレリチア。
ルミ先生
あじさい保育園の保育士であり、岡田ユウの先輩。明るく責任感が強いため、園児からはもちろん保護者からも信頼されている。園児たちのことは「〜さん」呼び。
3月9日生まれ。誕生花はアセビ。
カエルタマゴ　　
ゆぅろぴあで出会った不思議な生き物。「〜デミ」という口調で話す。一人称も「デミ」。ゆぅろぴあ内にて、決まった時間にメダルを集金しに来る。アトラクションでゲームオーバーになるか、集金の時間にメダルが払えないと容赦なく卵にして、捕食する。ゆぅろぴあでは、ご飯を用意してくれる。第6話で、正体はアトラクションでゲームオーバーになった子供達ということが判明した。
ゆぅろぴあ（マイ）
第5話で初登場した。カナタに「ながされるプール」の参加を促した張本人であり、いつも突然現れる。言動や見た目は子供そのものであるが、岡田や園児の心を強く揺さぶることがある。カエルタマゴも彼女には逆らえない。最終話で、ゆぅろぴあそのものであること、川瀬マイ（謎の女性）と離れたからだということが判明した。
川瀬マイ（謎の女性）
第3話で初登場した。岡田や園児達を画面越しに見ており、第5話では岡田の携帯で通話したり、ハヤテのゲーム機で通話をしたりと不思議な存在である。また、マイと容姿が似ている。最終話で、本名は川瀬マイということ、ゆぅろぴあ（マイ）と離れた精神ということが判明した。

## 用語
ゆぅろぴあ
本作の舞台。サンリオピューロランドの中にある扉が入口で、外見は大きな遊園地。一日滞在するごとにメダル１枚を払わなければならない。岡田たちは、ここからの脱出を目指す。
アトラクション
ゆぅろぴあの様々な場所にあり、遊園地のアトラクションを模している。挑戦しクリアすると、報酬のメダルが貰える。参加費の有無や報酬のメダルの枚数、難易度は各アトラクションによって様々。
メダル
ゆぅろぴあで重要となるアイテム。最初に１人５枚貰うことができる。基本的にはアトラクションで稼ぐことになる。１０枚集めて広場の木の下に行くと、ゆぅろぴあを脱出することができる。他人への譲渡も可能だが、夕方のチャイムが鳴ったら譲渡は不可能。１日の集金の時間にメダルが払えなかったらゲームオーバーとなる。
ゲームオーバー
アトラクションに失敗した時や、集金の時間にメダルが払えなかった時に、タマゴ化してカエルタマゴに捕食されること。ゲームオーバーとなった子どもはカエルタマゴになる。
ヤギさんチーム/オオカミチーム/コウモリチーム
第３話で登場。それぞれ分裂した園児たちを見てカナタが名付けたチームの名称。園児たちは、みんなでメダルを少しずつ集めていく「ヤギさんチーム」、単独でメダルを集める「オオカミチーム」、自由に行動する「コウモリチーム」に分かれた。

## 漫画
『ヤングエースUP』（KADOKAWA）にて、「サンリオ初のサスペンス」作品として、『まいまいまいごえん』の漫画が2021年11月11日から2024年11月7日まで連載された。本作はサンリオが原作と監修を務め、鍋谷やかんが漫画を担当。内容は、新米保育士が子どもたちとともにテーマパークに閉じ込められる様子を描いたサスペンスである。2022年6月に単行本の第1巻が発売された際には、タイアップの「カーニバルハッピー」を使用したスペシャルMVが記念に公開されている。鍋谷やかんが「あくまでもコミック版であり、コミカライズではない」と発言している。ゲーム版とは異なる点が多々ある。本作の公式SNSなどでは4コマ漫画が発表され、2024年4月に単行本化された。
- 株式会社サンリオ（原作・監修）・鍋谷やかん（漫画）『まいまいまいごえん』KADOKAWA〈角川コミックス・エース〉、全4巻
  1. 2022年6月3日発売[14][17]、ISBN 978-4-04-112619-6
  2. 2023年3月25日発売[18]、ISBN 978-4-04-113331-6
  3. 2024年3月4日発売[19]、ISBN 978-4-04-114642-2
  4. 2024年12月4日発売[20]、ISBN 978-4-04-115541-7
- 株式会社サンリオ（原作・漫画）『4コマ！まいまいまいごえん』KADOKAWA〈MFコミックス ジーンシリーズ〉、2024年4月26日発売[16][21]、ISBN 978-4-04-683610-6

## ゲーム
2021年12月18日、ゲームマガジンにて第1話が公開された。本作はサンリオが原作と監修を務め、カナヲがゲーム作成を担当。BGMは煮ル果実が担当している。ネタバレ回避タグは「#げーむえんネタバレ」。
サンリオピューロランドへ遠足に来たあじさい保育園の園児と保育士18人が、突如迷い込んでしまった不思議な遊園地「ゆぅろぴあ」からの脱出を目指し、アトラクションをクリアしてメダルを集めるというストーリーになっている。
- 第1話「ようこそゆぅろぴあ」2021年12月18日公開。
- 第2話「約束とクレヨン」2022年5月1日公開。
- 第3話「子どもたちのわかれ」2022年10月22日公開。
- 第4話「おくる想い」2023年1月14日公開。
- 第5話「きみとぼくを繋ぐモノ」2023年9月30日公開。
- 第6話「ひいろのお面」2024年4月20日公開。
- 第7話（最終話）「まいごのみち」2024年11月23日公開。

## タイアップ楽曲
タイアップ楽曲は各クリエイターとタッグを組み各キャラクター達の「心の成長痛」を表現したタイアップMVを公開している。
「カーニバルハッピー」
作詞・作曲・編曲：かいりきベア / 歌：初音ミク / 映像：のう
テーマソング。
「ベビーデーズ」
作詞・作曲・編曲：Chinozo / 歌：FloweR（v flower） / 映像：アルセチカ
ヒカルのタイアップ楽曲。
「ファラウェア」
作詞・作曲・編曲：柊キライ / 歌：flower / 映像：りゅうせー
カナタのタイアップ楽曲。
「旅」
作詞・作曲・編曲・歌：sui (歌：初音ミク)/ イラスト：鹿野ケル
あじさい保育園の子供達（ゾーヤ、シンタ、ヒカル、カナタ、ハヤテ、ライオン）のタイアップ楽曲。
「ウルフ・ワルド」
作詞・作曲・編曲：*Luna / 歌：Kagamine Len / イラスト：Omutatsu
ハヤテのタイアップ楽曲。
「リトルハートダイアリー」
作詞・作曲・編曲：Aqu3ra / 歌：初音ミク＆flower / 映像：Ha る
マモルとリンリンのタイアップ楽曲。
「ぷらいまり」
作詞・作曲・編曲：いよわ / 歌：可不
ライムのタイアップ楽曲。
「みまま」
作詞・作曲・編曲：なきそ / 歌：歌愛ユキ / イラスト：鮫島ぬりえ
ユズリハのタイアップ楽曲。
「ポシェット」
作詞・作曲・編曲：MIMI / 歌：可不 / イラスト：けけ / 映像：瀬戸わらび / MIX：はるお
ゾーヤのタイアップ楽曲。
「マザーデイズ」
作詞・作曲・編曲：Chinozo / 歌：KafU （可不）/ 映像：アルセチカ
マリアのタイアップ楽曲。
「つづみぐさ」
作詞・作曲・編曲：いよわ / 歌：初音ミク
ライオンのタイアップ楽曲。
「ノートリアス」
作詞・作曲：てにをは / 歌：可不 / 映像：沼田ゾンビ⁉︎
アキのタイアップ楽曲。
「アルマニ」
︎ ︎歌詞：アルセチカ / 作曲・ざんぎ / 歌：初音ミク / 映像：サンリオ
ダイヤのタイアップ楽曲。この楽曲はダイヤのタイアップ楽曲の応募企画にて採用された楽曲である。
「Cool Fool Scoops｣
作詞・作曲：家の裏でマンボウが死んでるP（タカハシヨウ）/  歌：初音ミク / イラスト：竜宮ツカサ / 映像：三重の人
マドカのタイアップ楽曲。
「Squads」
作詞・作曲・編曲：*Luna / 歌：VY1/ イラスト：野渡ひい
シンタのタイアップ楽曲。
「ちそさま」
作詞・作曲・編曲：¿?shimon / 歌：flower / イラスト：ちゃっぴー / 映像：よたばいと / タイトルデザイン：kino大成
ダイゴロウのタイアップ楽曲。
「ヒーローになりたくない」
作詞・作曲・編曲：40mP / 歌：初音ミク / ギター：[TEST] / ベース：Kei Nakamura/ イラスト：Noyu /  映像：くすみ
ワタルのタイアップ楽曲。
「まいごのみち」
作詞・作曲・編曲：栗山夕璃 / 歌：初音ミク / ギター：Nagasaki / ピアノ：森悠也＆仁井伯(Van be Shop) / ストリングアレンジ：端倉鑛(Van be Shop) / イラスト：野渡ひい / 映像：よしだなすび
岡田ユウのタイアップ楽曲。
「アワーオース」
作詞・作曲・編曲・映像：Chinozo / 歌：FloweR（v flower） × KafU（可不）/ イラスト：アルセチカ
ヒカルとマリア「その後」のタイアップ楽曲。

## サンリオキャラクター大賞の順位
『いちご新聞』の読者投票企画『サンリオキャラクター大賞』には2022年より参戦している。
歴代最高順位は、第38回（2023年）の34位である。
- 2022年サンリオキャラクター大賞57位
- 2023年サンリオキャラクター大賞34位
- 2024年サンリオキャラクター大賞35位
- サンリオアニメストアでの2024年サンリオキャラクター大賞2位
- 2025年サンリオキャラクター大賞47位

## コラボレート
2022年8月、つくしあきひとの『メイドインアビス』とコラボレート。コミックマーケット100の企業ブースのBBshop内にある「コミケ100竹書房STORE出張所」や大阪府の「竹書房ショップinなんばマルイ」にて、同作と本プロジェクトがコラボレートした商品が展開された。2023年5月には、亜樹新の「かわいいせかいせいふく」とコラボレート。まいまいまいごえんの公式Twitterにて、コラボ4コマまんがが公開された。
2024年4月、セガの展開するアーケード用音楽ゲームの『maimaiでらっくす BUDDiES PLUS』において、まいまいまいごえんのコラボイベントが行われた。当初、まいまいまいごえん公式のXにおいて2024年のエイプリルフールとして公開されていたが、その翌日にこのコラボはウソではなく実際に行われる旨を伝えるポストが投稿された。その後2024年4月26日にイベントが開催され、『カーニバルハッピー』をはじめとした楽曲が収録された。また、ゲームをプレーすることにより、登場キャラクターのアイコン(ゲーム内アイテム)等を獲得できる。